# 1936年のNFL
1936年のNFLは、NFLの17年目のシーズンである。
リーグ創立以来初めて、前年と変わらないチーム構成となったシーズンである。シーズン開幕前、強いチームが富み、良い選手を補強でき、さらに戦力差が拡大することに疑問が生じたことから、ドラフト制が発案され、オーナー会議の投票で承認を得て、第1回のドラフトが開催された。このドラフトがMLBやNBA、日本プロ野球等で行われているドラフト制度の発祥である。
ドラフト全体1位には第1回ハイズマン賞受賞者のシカゴ大HBのジェイ・バーワンガーがイーグルスに指名されたが、入団拒否し、NFLでプレーすることはなかった。なお、現在多くのスポーツで採用されているドラフト制はこの時が発祥である。
NFLチャンピオンシップで、グリーンベイ・パッカーズがボストン・レッドスキンズを21対6で破り、NFLチャンピオンに輝いた。この試合は本来、ボストンで行われる試合であったが、観客動員を見込めなかったので、ホームフィールドアドバンテージを持っているはずのレッドスキンズが自ら中立地であるニューヨークを試合会場に選んだ。

## ルール変更
- 戦力均衡のために、ドラフト制が発案されて、制定された。
- スクリメージラインを越えて投げるフォワードパスの反則の罰則がファール地点から5ヤードと規定された。

## 順位表
| ボストン・レッドスキンズ     | 7 | 5  | 0 | .583 | 6-2   | 149 | 110 | 12.4 | 9.2  |
| ピッツバーグ・パイレーツ     | 6 | 6  | 0 | .500 | 6-1   | 98  | 187 | 8.2  | 15.6 |
| ニューヨーク・ジャイアンツ   | 5 | 6  | 1 | .455 | 3–3-1 | 115 | 163 | 9.6  | 13.6 |
| ブルックリン・ドジャース     | 3 | 8  | 1 | .273 | 2-5-1 | 92  | 161 | 7.7  | 13.4 |
| フィラデルフィア・イーグルス | 1 | 11 | 0 | .083 | 1-7   | 51  | 206 | 4.3  | 17.2 |

| グリーンベイ・パッカーズ | 10 | 1 | 1 | .909 | - | 248 | 118 | 20.7 | 9.8  |
| シカゴ・ベアーズ         | 9  | 3 | 0 | .750 | - | 222 | 94  | 18.5 | 7.8  |
| デトロイト・ライオンズ   | 8  | 4 | 0 | .667 | - | 235 | 102 | 19.6 | 8.5  |
| シカゴ・カージナルス     | 3  | 8 | 1 | .273 | - | 74  | 143 | 6.2  | 11.9 |